# Åsa (Kungsbacka)
Åsa is een plaats in de Zweedse gemeente Kungsbacka, in de provincie (landschap) Halland. De plaats telt 3218 inwoners (2005).

## Geboren
- Emma Samuelsson (1988), schermster